# چاه بنه (سیرجان)
چاه بنه روستایی در دهستان گلستان بخش گلستان شهرستان سیرجان استان کرمان ایران است.

## جمعیت
بر پایه سرشماری عمومی نفوس و مسکن در سال ۱۳۹۵ جمعیت این مکان ۸ نفر (۴خانوار) بوده‌است.